# Lista de universidades do Brasil mais bem avaliadas no ENADE 2008
Esta é uma lista das universidades brasileiras com as nota do Exame Nacional de Desempenho dos Estudantes (Enade) divulgadas em 2008. Os valores variam de 0 a 500.

## TOP 50 (MEC 2008) por pontuação
| Posição | Universidade                                              | Estado              | Tipo     | Pontos |
| ------- | --------------------------------------------------------- | ------------------- | -------- | ------ |
| 1       | Universidade Federal de São Paulo                         | São Paulo           | Federal  | 439    |
| 2       | Universidade Federal de Ciências da Saúde de Porto Alegre | Rio Grande do Sul   | Federal  | 425    |
| 3       | Universidade Federal de Viçosa                            | Minas Gerais        | Federal  | 417    |
| 4       | Universidade Federal de Minas Gerais                      | Minas Gerais        | Federal  | 414    |
| 5       | Universidade Federal do Rio Grande do Sul                 | Rio Grande do Sul   | Federal  | 410    |
| 6       | Universidade Federal de Mato Grosso                       | Mato Grosso         | Federal  | 402    |
| 7       | Universidade Federal do Rio de Janeiro                    | Rio de Janeiro      | Federal  | 392    |
| 8       | Universidade Federal de São Carlos                        | São Paulo           | Federal  | 390    |
| 9       | Pontifícia Universidade Católica do Rio de Janeiro        | Rio de Janeiro      | Privada  | 385    |
| 10      | Universidade Federal de Itajubá                           | Minas Gerais        | Federal  | 381    |
| 11      | Universidade de Brasília                                  | Distrito Federal    | Federal  | 378    |
| 12      | Universidade Estadual do Norte Fluminense                 | Rio de Janeiro      | Estadual | 377    |
| 13      | Universidade do Estado de Santa Catarina                  | Santa Catarina      | Estadual | 375    |
| 14      | Universidade Federal de Santa Catarina                    | Santa Catarina      | Federal  | 373    |
| 15      | Universidade Federal de Lavras                            | Minas Gerais        | Federal  | 370    |
| 16      | Pontifícia Universidade Católica de São Paulo             | São Paulo           | Privada  | 369    |
| 17      | Universidade do Estado do Rio de Janeiro                  | Rio de Janeiro      | Estadual | 368    |
| 18      | Universidade Federal de Alfenas                           | Minas Gerais        | Federal  | 367    |
| 19      | Universidade Estadual de São Paulo                        | São Paulo           | Estadual | 365    |
| 20      | Universidade Federal de Santa Maria                       | Rio Grande do Sul   | Federal  | 361    |
| 21      | Universidade Federal de Ouro Preto                        | Minas Gerais        | Federal  | 358    |
| 22      | Universidade Federal de Juiz de Fora                      | Minas Gerais        | Federal  | 353    |
| 23      | Universidade Federal de Pernambuco                        | Pernambuco          | Federal  | 353    |
| 24      | Universidade Estadual do Rio Grande do Sul                | Rio Grande do Sul   | Estadual | 350    |
| 25      | Universidade Federal de Uberlândia                        | Minas Gerais        | Federal  | 343    |
| 26      | Universidade Estadual de Maringá                          | Paraná              | Estadual | 341    |
| 27      | Universidade Federal de São João del-Rei                  | Minas Gerais        | Federal  | 339    |
| 28      | Universidade Federal do Rio Grande do Norte               | Rio Grande do Norte | Federal  | 338    |
| 29      | Universidade Federal do Estado do Rio de Janeiro          | Rio de Janeiro      | Federal  | 336    |
| 30      | Universidade Federal dos Vales do Jequitinhonha e Mucuri  | Minas Gerais        | Federal  | 334    |
| 31      | Fundação Universidade Federal do Rio Grande               | Rio Grande do Sul   | Federal  | 333    |
| 32      | Universidade Federal de Goiás                             | Goiás               | Federal  | 333    |
| 33      | Universidade Estadual de Londrina                         | Paraná              | Estadual | 331    |
| 34      | Universidade Federal da Bahia                             | Bahia               | Federal  | 330    |
| 35      | Universidade Federal do Ceará                             | Ceará               | Federal  | 327    |
| 36      | Universidade Federal da Grande Dourados                   | Mato Grosso do Sul  | Federal  | 323    |
| 37      | Universidade do Vale do Rio dos Sinos                     | Rio Grande do Sul   | Privada  | 322    |
| 38      | Universidade Estadual de Montes Claros                    | Minas Gerais        | Estadual | 322    |
| 39      | Universidade Federal Rural do Rio de Janeiro              | Rio de Janeiro      | Federal  | 319    |
| 40      | Universidade Estadual do Oeste do Paraná                  | Paraná              | Estadual | 317    |
| 41      | Universidade Federal do Paraná                            | Paraná              | Federal  | 317    |
| 42      | Universidade Federal do Mato Grosso do Sul                | Mato Grosso do Sul  | Federal  | 316    |
| 43      | Universidade Federal de Pelotas                           | Rio Grande do Sul   | Federal  | 316    |
| 44      | Universidade de Caxias do Sul                             | Rio Grande do Sul   | Privada  | 313    |
| 45      | Universidade Federal de Campina Grande                    | Paraíba             | Federal  | 311    |
| 46      | Universidade Estadual de Ponta Grossa                     | Paraná              | Estadual | 309    |
| 47      | Universidade Federal Fluminense                           | Rio de Janeiro      | Federal  | 306    |
| 48      | Universidade Federal da Paraíba                           | Paraíba             | Federal  | 305    |
| 49      | Universidade Presbiteriana Mackenzie                      | São Paulo           | Privada  | 304    |
| 50      | Pontifícia Universidade Católica de Minas Gerais          | Minas Gerais        | Privada  | 301    |